# Great Burdon
Great Burdon – wieś w Anglii, w hrabstwie ceremonialnym Durham, w dystrykcie (unitary authority) Darlington. Leży 27 km na południe od miasta Durham i 350 km na północ od Londynu.